# Хамуљаково
Хамуљаково (слч. Hamuliakovo) насељено је мјесто са административним статусом сеоске општине (слч. obec) у округу Сењец, у Братиславском крају, Словачка Република.

## Становништво
| Година:    | 1994. | 2004.    | 2014.    | 2024.    |
| ---------- | ----- | -------- | -------- | -------- |
| Број људи: | 778   | 1108     | 1674     | 3036     |
| Разлика:   |       | +42,41 % | +51,08 % | +81,36 % |

| Година:    | 2023. | 2024.   |
| ---------- | ----- | ------- |
| Број људи: | 2927  | 3036    |
| Разлика:   |       | +3,72 % |

Према подацима о броју становника из 2011. године насеље је имало 1.455 становника.